# George B. Chan
George B. Chan (* 5. November 1921; † 27. März 1998) war ein Szenenbildner und Artdirector.

## Leben
Chan begann seine Karriere im Filmstab 1964 als Artdirector bei Don Siegels Krimidrama Der Tod eines Killers. Im Laufe seiner Karriere war er insgesamt nur an fünf Spielfilmen als Artdirector oder Szenenbildner tätig. 1970 war er für die Filmkomödie Gaily, Gaily zusammen mit Robert F. Boyle, Edward G. Boyle und Carl Biddiscombe für den Oscar in der Kategorie Bestes Szenenbild nominiert, die Auszeichnung ging in diesem Jahr jedoch an den Musicalfilm Hello, Dolly!.
Sein Hauptbetätigungsfeld war das Fernsehen, wo er fast 25 Jahre tätig war und an zahlreichen Serien und Fernsehfilmen mitwirkte. Zwischen 1972 und 1977 arbeitete er an 110 Folgen der Krimiserie Die Straßen von San Francisco und von 1986 bis 1989 an 62 Folgen von Ein Engel auf Erden. Zu seinen weiteren Arbeiten zählen die Serien Invasion von der Wega, Cannon, Barnaby Jones und Spenser.

## Filmografie (Auswahl)
- 1964: Der Tod eines Killers (The Killers)
- 1969: Gaily, Gaily
- 1970: Herrscher der Insel (The Hawaiians)
- 1971: Die Organisation (The Organization)
- 1982: Kalte Wut (Forced Vengeance)

## Nominierungen (Auswahl)
- 1980: Oscar-Nominierung in der Kategorie Bestes Szenenbild für Gaily, Gaily